# E.G7-OVA
E.G7-OVA是建系於1988年的C57BL/6N小鼠淋巴瘤細胞系。E.G7-OVA細胞包含着單個拷貝的質粒，並且持續地合成和分泌着卵蛋白素。使用對E.G7-OVA細胞免疫的C57BL/6小鼠，產生了對OVA 258-276肽擁有特異性H-2Kb抗原限制性細胞毒性的淋巴細胞。該細胞系目前應用作研究小鼠中，細胞毒性T細胞的主要組織相容性複合體I類限制性反應的模型。有研究中評估了對C-卵蛋白素呈現陽性反應的重組桿狀病毒組合疫苗（FrC-OVA-BV），刺激小鼠抗EG7-OVA腫瘤細胞的免疫反應。

## 外部連結
- Cellosaurus entry for E.G7-OVA（页面存档备份，存于）